# Morethia boulengeri
Morethia boulengeri is een hagedis uit de familie skinken (Scincidae).

## Naam
De wetenschappelijke naam van de soort werd voor het eerst voorgesteld door Ogilby in 1890. Oorspronkelijk werd de naam Ablepharus boulengeri gebruikt.
De soortaanduiding boulengeri is een eerbetoon aan de Belgisch-Brits zoöloog George Albert Boulenger (1858–1937). In de Engelse taal wordt de soort wel met 'Boulenger's Snake-eyed skink' aangeduid. Het laatste deel van de naam wijst op de aanpassingen van de oogleden.

## Uiterlijke kenmerken
De lichaamslengte exclusief staart bedraagt ongeveer 5 centimeter. De lichaamskleur varieert van bruin tot grijsachtig. Op de rug zijn donkere vlekkenrijen aanwezig. De flanken hebben eveneens een donkere kleur, met een witte lengtestreep op het midden. Mannetjes hebben een rode keel in de paartijd. De juvenielen hebben een donkerrode staart, deze kleur verdwijnt naarmate de dieren ouder worden. De oogleden zijn vergroeid; het onderste ooglid is transparant en functioneert al een permanente bril over het oog.

## Verspreiding en habitat
De skink komt endemisch voor in Australië en is aangetroffen in de staten New South Wales, Noordelijk Territorium, Queensland, Victoria, West-Australië en Zuid-Australië. De habitat bestaat uit streken met veel verhoute struiken, de skink leeft in de strooisellaag. Morethia boulengeri is bodembewonend en eierleggend; de vrouwtjes zetten eieren af op de bodem.

## Beschermingsstatus
Door de internationale natuurbeschermingsorganisatie IUCN is de beschermingsstatus 'veilig' toegewezen (Least Concern of LC).
Bronvermelding